# IB Berufliche Schulen Ehingen
Die IB Beruflichen Schulen in Ehingen gehören zum Internationalen Bund (IB) und bieten Bildungsgänge mit dem Ziel Hauptschulabschluss an.

## Bildungsgänge
- Hauptschulabschluss im ein- bis zweijährigen dualen  Vorqualifizierungsjahr Arbeit und Beruf (VAB)
- Sprachzertifikat A2 und B1 der deutschen Sprache im einjährigen Vorqualifizierungsjahr Arbeit und Beruf ohne Deutschkenntnisse (VABO)

## Pädagogisches Konzept
Der Klassenlehrer ist Lerncoach. Er verfolgt die Notenentwicklung der einzelnen Schüler und berät diese. Es werden mindestens zwei Lerncoachinggespräche mit den Schülern durchgeführt und dokumentiert. Der stellvertretende Klassenlehrer ist verantwortlich für das Tagebuch- und das Fehlzeitenmanagement sowie weitere verwaltungstechnische Abläufe.
Der Zusatzunterricht in Mathematik, Deutsch und Englisch wird als fester Bestandteil für alle Schüler im Stundenplan verankert.
Die Schüler erhalten Unterstützung bei der Ausbildungsplatzsuche sowie der Vorbereitung für Studium und Beruf. Das Bewerbungstraining ist fester Bestandteil des Stundenplanes. Alle Schüler führen einen Kompetenzcheck der IHK am Anfang des Schuljahres durch. Regelmäßig werden externe Experten zur Berufsorientierung eingeladen.
Soft-Skills-Module sind fester Bestandteil des Stundenplanes im blockweisen Wechsel mit der Berufsorientierung. Die Schüler werden damit in Bezug auf soziale Kompetenzen und Intelligenz gefördert. Die Module sind: Präsentationstechniken, Moderne Kommunikation, Zeitmanagement, Business-Knigge, Interkulturelle Kompetenz, Erfolgreiches Lernen, Soziales Lernen und Medienkompetenz.